# Politechnika Szczecińska
Politechnika Szczecińska – szkoła wyższa działająca od 1 grudnia 1946 do 2 września 1955 pod nazwą Szkoła Inżynierska w Szczecinie, przemianowana na Politechnikę Szczecińską 3 września 1955. Z jej struktur, w połączeniu z Akademią Rolniczą w Szczecinie, powołano 1 stycznia 2009 Zachodniopomorski Uniwersytet Technologiczny w Szczecinie.

## Historia

### Szkoła Inżynierska
Na początku 1946 podjęto działania zmierzające do uruchomienia politechniki w Szczecinie. Na siedzibę przyszłej uczelni przeznaczono poniemieckie gmachy szkół przy ulicach Sikorskiego i Pułaskiego oraz gmach dawnego Urzędu Finansowego przy alei Piastów. Początkowo zaproponowano otwarcie w Szczecinie filii Politechniki Gdańskiej pod nazwą Wyższa Szkoła Techniczna w Szczecinie. Propozycja spotkała się z niezadowoleniem społecznym, ponieważ filia miałaby ograniczone prawa w porównaniu z politechniką. W związku z tym z inicjatywy Stefana Czarnowskiego zawiązano Komitet Organizacyjny Politechniki Szczecińskiej. 
W sierpniu 1946 Szczecińska Dyrekcja Odbudowy wspierana przez przyszłych studentów rozpoczęła remonty budynków przy alei Piastów w celu dostosowania ich do potrzeb przyszłej politechniki. 7 września 1946 Bolesław Orgelbrand otrzymał od Ministerstwa Oświaty pełnomocnictwo do założenia w Szczecinie Szkoły Inżynierskiej, filii Szkoły Inżynierskiej w Poznaniu.

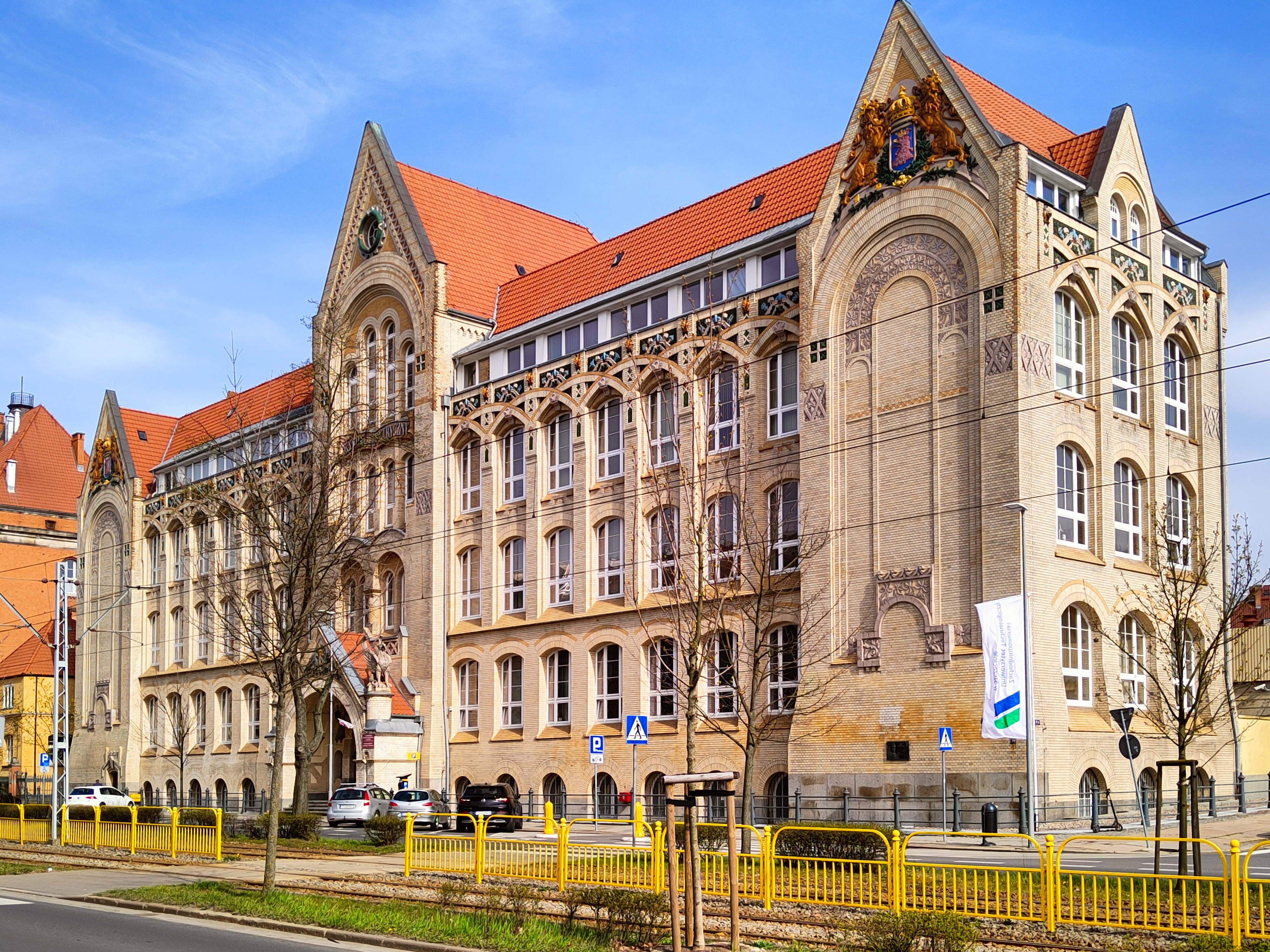
Pierwsza siedziba Szkoły Inżynierskiej, dziś Wydział Elektryczny ZUT w Szczecinie

1 lutego 1947 Szkoła Inżynierska w Szczecinie (SI) uniezależniła się od Szkoły Inżynierskiej w Poznaniu. 20 stycznia 1947 dyrektorem szkoły mianowano mgr. inż. Ryszarda Bagińskiego i przyjęto pierwszych studentów na rok wstępny. 2 lutego 1947 odbyły się pierwsze wykłady na trzech wydziałach: Elektrycznym, Inżynierii Lądowej i Mechanicznym. Pierwszą siedzibą wszystkich wydziałów był gmach dawnej Królewskiej Wyższej Szkoły Budowy Maszyn przy ulicy Sikorskiego 37. W 1948 uruchomiono Wydział Chemiczny, a w 1949 – Wydział Architektury. W roku akademickim 1951/1952 stanowisko dyrektora zastąpiono stanowiskiem rektora, którym nadal był Ryszard Bagiński Utworzono wówczas rektorat, kwesturę, senat, dziekanaty i rady wydziałów. W kolejnych latach szkoła przejęła budynek Technikum Mechanicznego przy ulicy Pułaskiego 10, przedwojenną willę dyrektora szkoły przy alei Piastów 17, budynek Państwowej Szkoły Morskiej przy alei Piastów 19 oraz budynek dawnego Urzędu Pracy przy alei Piastów 50. 
Nauka w Szkole Inżynierskiej początkowo trwała trzy lata i kończyła się egzaminem, na podstawie którego przyznawano tytuł zawodowy inżyniera. 15 grudnia 1949 inż. Andrzej Nowak został pierwszym absolwentem uczelni (ukończył studia na Wydziale Elektrycznym). 1 września 1955 Szkoła Inżynierska włączyła do swojej struktury jednostki likwidowanej Wyższej Szkoły Ekonomicznej, tworząc Wydział Inżynieryjno-Ekonomiczny Transportu. 

### Politechnika Szczecińska
Uchwałą Rady Ministrów z 3 września 1955 Szkoła Inżynierska została przemianowana na Politechnikę Szczecińską. 1 stycznia 2009 została ona połączona z Akademią Rolniczą w Szczecinie, tworząc Zachodniopomorski Uniwersytet Technologiczny w Szczecinie.

## Wydziały
Uczelnia w ostatnim roku istnienia miała 6 wydziałów:
1. Budownictwa i Architektury
2. Elektryczny
3. Informatyki
4. Inżynierii Mechanicznej i Mechatroniki
5. Techniki Morskiej
6. Technologii i Inżynierii Chemicznej

### Jednostki Międzywydziałowe
- Instytut Fizyki
- Instytut Matematyki
- Instytut Elektrotechniki
- Instytut Ekonomii i Zarządzania
- Zakład Filozofii i Etyki Biznesu
- Studium Praktycznej Nauki Języków Obcych
- Studium Wychowania Fizycznego i Sportu
- Studium Kultury Muzycznej
- Biblioteka Główna
- Brytyjskie Centrum Biblioteczno-Informacyjne
- Punkt Konsultacyjny PS w Gorzowie Wielkopolskim

## Poczet rektorów
- Ryszard Bagiński, 20 lutego 1947 – 30 września 1952
- Leon Babiński, 1948 – 1951
- Józef Rabiej, 1 października 1952 – 30 września 1953
- Tadeusz Rosner, 1 października 1953 – 31 maja 1958
- Stanisław Prowans, 1 czerwca 1958 – 31 sierpnia 1962
- Piotr Zaremba, 1 września 1962 – 31 sierpnia 1965
- Józef Kępiński, 1 września 1965 – 15 lutego 1975
- Zygmunt Zieliński, 16 lutego 1975 – 24 listopada 1980
- Adam Roman Żuchowski (p.o.), 25 listopada 1980 – 18 lutego 1981
- Stanisław Prowans, 19 lutego 1981 – 13 czerwca 1982
- Franciszek Gronowski, 14 czerwca 1982 – 31 sierpnia 1984
- Władysław Nowak, 1 września 1984 – 31 sierpnia 1990
- Stanisław Skoczowski, 1 września 1990 – 31 sierpnia 1993
- Stefan Berczyński, 1 września 1993 – 31 sierpnia 1999
- Mieczysław Wysiecki, 1 września 1999 – 31 sierpnia 2005
- Włodzimierz Kiernożycki, 1 września 2005 – 31 grudnia 2008

## Skład Senatu Politechniki Szczecińskiej w kadencji1 września2008–31 grudnia2008
- prof. dr hab. inż. Włodzimierz Kiernożycki – JM Rektor
- dr hab. inż. Witold Biedunkiewicz – prof. nadzw. PS – Prorektor ds. Nauczania
- prof. dr hab. inż. Ryszard Kaleńczuk – Prorektor ds. Nauki
- prof. dr hab. inż. Andrzej Brykalski – Prorektor ds. Organizacji i Rozwoju Uczelni
- prof. dr hab. inż. Stefan Berczyński
- dr hab. inż. Stefan Domek – prof. nadzw. PS
- dr hab. inż. Halina Garbalińska – prof. nadzw. PS
- dr hab. inż. Jacek Soroka – prof. nadzw. PS
- dr hab. inż. Antoni Wiliński – prof. nadzw. PS
- dr hab. inż. Bogusław Zakrzewski – prof. nadzw. PS

Przedstawiciele profesorów i doktorów habilitowanych
- prof. dr hab. inż. Włodzimierz Bielecki
- prof. dr hab. inż. Zdzisław Jaworski
- prof. dr hab. Irena Kruk
- prof. dr hab. inż. Antoni Waldemar Morawski
- prof. dr hab. inż. Zbigniew Rosłaniec
- prof. dr hab. inż. Tadeusz Spychaj
- prof. dr hab. inż. Tadeusz Szelangiewicz
- prof. dr hab. inż. Oleg Zaikin
- dr hab. inż. Stanisław Bańka – prof. nadzw. PS
- dr hab. inż. Andrzej Bodnar – prof. nadzw. PS
- dr hab. inż. Paweł Gutowski – prof. nadzw. PS
- dr hab. inż. Ryszard Getka – prof. nadzw. PS
- dr hab. inż. Stanisław Gratkowski – prof. nadzw. PS
- dr hab. inż. arch. Zbigniew Paszkowski – prof. nadzw. PS
- dr hab. inż. Zygmunt Sychta – prof. nadzw. PS
- dr hab. inż. Władysław Szaflik – prof. nadzw. PS
- dr hab. inż. Grzegorz Szwengier – prof. nadzw. PS
- dr hab. inż. Aleksandr Tariov – prof. nadzw. PS
- dr hab. Ewa Weinert-Rączka – prof. nadzw. PS
- dr hab. Waldemar Wojciechowski

Przedstawiciele pozostałych nauczycieli akademickich
- dr inż. Jerzy Gajda
- dr inż. Marcin Królikowski
- dr inż. Stanisław Majer
- dr inż. Wiesław Parus
- dr inż. Włodzimierz Ruciński
- dr inż. Arkadiusz Zmuda
- mgr Marek Stelmaszczyk

Przedstawiciele studentów i uczestników studiów doktoranckich
- Aleksandra Bąk
- Małgorzata Borowiecka
- Michał Dworak
- Mariusz Kopański
- Łukasz Nawrocki
- Jarosław Piasecki
- Agata Ruchlewicz
- Igor Siebiert
- Waldemar Stefaniak
- Konrad Żukrowski

Przedstawiciele pracowników niebędących nauczycielami akademickimi
- mgr Irena Sypek
- Marek Gutkowski
- Marian Woźnica

Osoby biorące udział w posiedzeniu senatu z głosem doradczym
- mgr inż. Franciszek Kamola – Kanclerz
- mgr Edward Zawadzki – Kwestor
- dr inż. Bogdan Grzywacz
- dr inż. Waldemar Szpilski
- mgr Anna Grzelak-Rozenberg